# 丹特瓦达
丹特瓦达（Dantewada）是印度恰蒂斯加尔邦丹特瓦达县的一个城镇。总人口6632（2001年）。

## 人口
该地2001年总人口6632人，其中男性3522人，女性3110人；0—6岁人口906人，其中男467人，女439人；识字率70.37%，其中男性为78.34%，女性为61.35%。